# Anton Diabelli
Anton (ou Antonio) Diabelli (Mattsee, 6 de setembro de 1781 - Viena, 7 de abril de 1858) foi um editor de música e compositor austríaco. Mais prestigiado em sua época como editor, ele é mais conhecido hoje como o compositor da valsa em que Ludwig van Beethoven escreveu o seu conjunto de trinta e três Variações Diabelli.
Diabelli nasceu em Mattsee, perto de Salzburgo. Preparou-se para entrar no seminário, mas também teve lições de música com Michael Haydn (irmão mais novo de Joseph Haydn). Ele se mudou para Viena para ensinar piano e violão antes de se tornar sócio de Pietro Cappi em 1818 e abrir com ele uma editora de música.
A editora ficou inicialmente conhecida por publicar peças com arranjos populares de forma que amadores as pudessem tocar em casa. Depois se firmou nos círculos mais sérios por ser a primeira a publicar os trabalhos de Franz Schubert, um compositor que se destacaria mais tarde.
Como compositor escreveu uma série de peças; uma opereta: "Adam in der Klemme", várias missas e canções, peças para piano e violão. E peças a 4 mãos, populares entre pianistas amadores.
A composição pela qual ele é mais conhecido foi na verdade parte de uma aventura editorial. Em 1819 ele resolveu publicar um volume de variações sobre uma vala que ele compôs para este propósito, com uma variação para cada compositor austríaco vivo àquela época, assim como vários compositores significantes de outros países. As contribuições seriam publicadas em uma antologia chamada "Vaterländischer Kunstlerverein" (Associação de Artistas da Pátria). 51 compositores responderam com peças, incluindo Beethoven, Franz Schubert, Carl Czerny, Johann Nepomuk Hummel, Ignaz Moscheles e, aos 8 anos de idade, Franz Liszt (parece que ele não foi convidado diretamente, mas seu professor Czerny conseguiu fazer ele participar). Czerny também foi recrutado para escrever uma coda. Beethoven entretanto, ao invés de providenciar somente uma variação, fez 33. E estas formaram a parte I da obra. Elas são consideradas uma das melhores obras para piano de Beethoven e uma das melhores séries de variações desta época. São conhecidas por "Variações Diabelli", Op. 120. As outras 50 variações foram publicadas como a II parte da "Vaterländischer Kunstleverein".
Sua editora continuou se expandindo durante sua vida, até ele se retirar dela em 1851. No futuro ela seria responsável pela publicação de músicas de Johann Strauss II e Josef Strauss.
Diabelli faleceu em Viena aos 76 anos.